# Venčna arterija
Venčna (koronarna) arterija ali venčna odvodnica je vsaka od žil, ki preskrbujeta srčno mišico (miokard) z arterijsko krvjo:
- leva venčna arterija (a. coronaria sinistra),
- desna venčna arterija (a. coronaria dextra).

Stena miokarda je debela, zato so žili in njune veje potrebne, saj penetrirajo globoko v miokardno plast. Žili sta prvi veji aorte, ki jo v tem delu imenujemo ascendentna aorta, in se odcepita tik nad aortnim sinusom. Potekata pod epikardom (visceralnim delom osrčnika) in ga tudi prehranjujeta. Žili oživčuje tako simpatično kot parasimpatično živčevje. V večini primerov sta obdani z maščobo – to se lepo vidi pri operacijah na odprtem srcu. Najpogostejša bolezen, ki prizadene venčni arteriji, je poapnenje žil ali ateroskleroza, ki lahko nazadnje privede do srčne kapi. Če je svetlina žil ožja, ni pa popolnoma blokirana, se pojavi bolečina v prsih ali angina pektoris. Bolezen se največkrat zdravi kirurško, s posegom, ki se imenuje obvod koronarne arterije (angl. bypass). Še posebej pogosta je pri telesni dejavnosti in po obroku, ko se potreba srca po krvi poveča, venčni arteriji pa mu je zaradi zožane svetline ne moreta priskrbeti dovolj.

## Desna venčna arterija
V anglosaški literaturi jo pogosto označuje izraz RCA, right coronary artery. Pri večini ljudi je to dominantna arterija, saj se od nje odcepi veja za zadnjo stran medprekatnega žleba (sulcus interventricularis). Odcepi se nad desnim aortnim sinusom in poteka v svojem žlebu med desnim ušescem (avrikulo) in pljučnim deblom (truncus pulmonalis), ki daje dve pljučni arteriji. Prva stalna veja je:
- robna desna veja (ramus marginalis dexter).

Arterija nato poteka na zadnjo stran srca in tu odda:
- zadnjo medprekatno vejo (ramus interventricularis posterior), ki je največja veja in velikokrat anastomozira z istoimensko sprednjo arterijo, ki je veja leve venčne žile;
- zadnjo lateralno vejo (ramus posterior lateralis dexter).

Desna koronarna arterija prehranjuje torej:
- desni preddvor ali atrij,
- večino desnega prekata ali ventrikla,
- del levega prekata,
- zadnjo tretjino medprekatnega pretina,
- sinoatrialni vozel, ki je glavni srčni spodbujevalnik (pacemaker) (80 % ljudi),
- atrioventrikularni vozel (60 % ljudi).

## Leva venčna arterija
V anglosaški literaturi je uporabljen izraz LCA, left coronary artery. Odcepi se nad levim aortnim sinusom in poteka med levim srčnim ušecem in pljučnim deblom. Tako kot desna tudi leva koronarna arterija poteka v svojem žlebu na zadnjo stran srca. Najprej odda dve, v večini primerov enakovredni veji:
- sprednjo medprekatno vejo (ramus interventricularis anterior), ki poteka proti srčni konici (apeksu),
- obkrožajočo vejo (ramus circumflexus).

Stalna veja pa je tudi:
- poševna prekatna veja (ramus obliqus ventriculi sinistri), ki lahko anastomozira z zadnjo lateralno vejo desne arterije.

Leva venčna arterija prehranjuje:
- levi preddvor,
- levi prekat,
- del desnega prekata,
- sinoatrialni vozel (20 % ljudi),
- atrioventrikularni vozel (40 % ljudi).

## Anatomske različice
Pri večini ljudi potekajo venčne žile, kot je opisano zgoraj, obstaja pa tudi nekaj drugačnih potekov. Pri približno 15 % ljudi je dominantna leva venčna žila, kar pomeni, da se od nje odcepi veja za zadnji medprekatni pretin. Pri nekaterih ljudeh oskrbuje srce le ena koronarna arterija, ki se navadno cepi nad levim aortnim sinusom, odda vse veje leve arterije, nato pa poteka po zadnjem žlebu proti desnemu robu in tam odda robno vejo (ramus marginalis dexter) in vejo za hrbtno stran medprekatnega pretina (ramus interventricularis posterior).  Približno 4 % ljudi imajo tretjo, dodatno venčno arterijo. Med različicami je neredek tudi primer, da desna arterija odda obkrožajočo vejo (ramus circumflexus) namesto leve. 